# The Voice Portugal (1.ª edição)
A primeira edição estreou a 29 de outubro de 2011 na RTP1, sob o nome A Voz de Portugal. Esta edição foi apresentada por Catarina Furtado, tendo como repórter de exterior e de bastidores o locutor da Antena 3, Diogo Beja. Rui Reininho, Mia Rose, Anjos e Paulo Gonzo formaram o grupo de mentores da edição inaugural do The Voice em Portugal.

## Equipas
| Vencedor(a) Segundo lugar Terceiro lugar | Quarto lugar Eliminado(a) nas Galas ao vivo Eliminado(a) nas Batalhas |

| Mentores           | Concorrentes    | Concorrentes           | Concorrentes    | Concorrentes       | Concorrentes | Concorrentes |
| ------------------ | --------------- | ---------------------- | --------------- | ------------------ | ------------ | ------------ |
| Rui Reininho       |                 |                        |                 |                    |              |              |
| Denis Filipe       | Pedro Poseiro   | João Pedro Rosas       | Marisa Almeida  | Celeste Cortez     |              |              |
| João Castro        | Joana Alves     | Ana Margarida Teixeira | Sara Paço       | Ricardo Martins    |              |              |
| Ana Rita Inácio    | Joana Leite     | Ricardo Garcia         | Luís Gaio       |                    |              |              |
| Mia Rose           |                 |                        |                 |                    |              |              |
| Daniel Moreira     | Salvador Seixas | Deborah Gonçalves      | Teresa Santos   | Inês Martins       |              |              |
| Ana Carolina Veiga | Luís de Almeida | Rui Sirgado            | Emídio Santos   | Isabel Alexandrino |              |              |
| Dina Alves         | Ana Trogeira    | Ana Carolina Silva     | António Silva   |                    |              |              |
| Anjos              |                 |                        |                 |                    |              |              |
| Ricardo Oliveira   | Carla Ribeiro   | Joana Garcia           | Vasco Duarte    | Sara Henriques     |              |              |
| Inês & Luísa Silva | Bruno Francisco | Joana Barata           | Rita Nascimento | Sara Ribeiro       |              |              |
| Bel Viana          | Fábio Leitão    | Jeanette Azevedo       | Vânia Osório    |                    |              |              |
| Paulo Gonzo        |                 |                        |                 |                    |              |              |
| Bianca Adrião      | Joana Jorge     | Sílvio Switha          | Sandrine Orsini | Sílvia Silva       |              |              |
| Salomé Caldeira    | Rui Pereira     | Pedro Coelho           | Aline Bernardo  | Joana Oliveira     |              |              |
| Tiago Borges       | Catarina Dias   | Sandra Silva           | Arménio Pimenta | Filipa Baptista    |              |              |

## Provas Cegas
Legenda:

### 1.º Episódio (29 de outubro de 2011)
| Ordem | Concorrente       | Idade | Canção                           | Escolha dos mentores e dos concorrentes | Escolha dos mentores e dos concorrentes | Escolha dos mentores e dos concorrentes | Escolha dos mentores e dos concorrentes |
| Ordem | Concorrente       | Idade | Canção                           | Rui                                     | Mia                                     | Anjos                                   | Paulo                                   |
| ----- | ----------------- | ----- | -------------------------------- | --------------------------------------- | --------------------------------------- | --------------------------------------- | --------------------------------------- |
| 1     | Sara Henriques    | 26    | "The Story"                      | —                                       | ✔                                       | ✔                                       | —                                       |
| 2     | Vasco Duarte      | 27    | "Best of You"                    | ✔                                       | ✔                                       | ✔                                       | ✔                                       |
| 3     | Jéssica Cipriano  | 18    | "Born This Way"                  | —                                       | —                                       | —                                       | —                                       |
| 4     | Bel Viana         | 39    | "Um Contra o Outro"              | ✔                                       | —                                       | ✔                                       | —                                       |
| 5     | Pedro Dionísio    | 32    | "A Cry 4 Love"                   | —                                       | —                                       | —                                       | —                                       |
| 6     | Salomé Caldeira   | 18    | "Hallelujah"                     | —                                       | ✔                                       | ✔                                       | ✔                                       |
| 7     | Deborah Gonçalves | 26    | "You Give Me Something"          | ✔                                       | ✔                                       | ✔                                       | ✔                                       |
| 8     | Inês Martins      | 18    | "Rolling in the Deep"            | —                                       | ✔                                       | —                                       | —                                       |
| 9     | Celeste Cortez    | 39    | "Careless Whisper"               | ✔                                       | —                                       | —                                       | ✔                                       |
| 10    | Mónica Figueiras  | 27    | "I Don't Want to Miss a Thing"   | —                                       | —                                       | —                                       | —                                       |
| 11    | Salvador Seixas   | 20    | "Use Somebody"                   | —                                       | ✔                                       | ✔                                       | ✔                                       |
| 12    | Filipa Baptista   | 26    | "Hurt"                           | ✔                                       | —                                       | —                                       | ✔                                       |
| 13    | Pedro Coelho      | 33    | "Waiting on the World to Change" | —                                       | —                                       | —                                       | ✔                                       |

### 2.º Episódio (5 de novembro de 2011)
| Ordem | Concorrente        | Idade | Canção                           | Escolha dos mentores e dos concorrentes | Escolha dos mentores e dos concorrentes | Escolha dos mentores e dos concorrentes | Escolha dos mentores e dos concorrentes |
| Ordem | Concorrente        | Idade | Canção                           | Rui                                     | Mia                                     | Anjos                                   | Paulo                                   |
| ----- | ------------------ | ----- | -------------------------------- | --------------------------------------- | --------------------------------------- | --------------------------------------- | --------------------------------------- |
| 1     | Denis Filipe       | 28    | "Rain Down on Me"                | ✔                                       | ✔                                       | —                                       | —                                       |
| 2     | Rui Sirgado        | 22    | "Whataya Want from Me"           | ✔                                       | ✔                                       | ✔                                       | ✔                                       |
| 3     | Carlos Banha       | 37    | "A Sonhar Contigo"               | —                                       | —                                       | —                                       | —                                       |
| 4     | Bruno Francisco    | 34    | "Where the Streets Have No Name" | —                                       | ✔                                       | ✔                                       | ✔                                       |
| 5     | Isabel Alexandrino | 25    | "Human Nature"                   | —                                       | ✔                                       | —                                       | —                                       |
| 6     | Joana Oliveira     | 24    | "Crazy"                          | —                                       | ✔                                       | —                                       | ✔                                       |
| 7     | Rosalina Assanali  | 27    | "Eu te Devoro"                   | —                                       | —                                       | —                                       | —                                       |
| 8     | Pedro Poseiro      | 24    | "Ouvi Dizer"                     | ✔                                       | —                                       | —                                       | —                                       |
| 9     | Inês & Luísa Silva | 28    | "Forget You!"                    | ✔                                       | ✔                                       | ✔                                       | ✔                                       |
| 10    | Ana Rita Inácio    | 30    | "Valerie"                        | ✔                                       | ✔                                       | —                                       | —                                       |
| 11    | Ricardo Oliveira   | 31    | "20 Anos"                        | ✔                                       | ✔                                       | ✔                                       | ✔                                       |
| 12    | Cláudia Costa      | 19    | "Warwick Avenue"                 | —                                       | —                                       | —                                       | —                                       |
| 13    | Carla Ribeiro      | 40    | "Tainted Love"                   | ✔                                       | ✔                                       | ✔                                       | ✔                                       |

### 3.º Episódio (12 de novembro de 2011)
| Ordem | Concorrente            | Idade | Canção                                       | Escolha dos mentores e dos concorrentes | Escolha dos mentores e dos concorrentes | Escolha dos mentores e dos concorrentes | Escolha dos mentores e dos concorrentes |
| Ordem | Concorrente            | Idade | Canção                                       | Rui                                     | Mia                                     | Anjos                                   | Paulo                                   |
| ----- | ---------------------- | ----- | -------------------------------------------- | --------------------------------------- | --------------------------------------- | --------------------------------------- | --------------------------------------- |
| 1     | Ana Carolina Veiga     | 19    | "Take a Bow"                                 | —                                       | ✔                                       | —                                       | —                                       |
| 2     | Bianca Adrião          | 22    | "(I Can't Get No) Satisfaction"              | ✔                                       | ✔                                       | ✔                                       | ✔                                       |
| 3     | Daniel Moreira         | 20    | "The Blower's Daughter"                      | ✔                                       | ✔                                       | ✔                                       | —                                       |
| 4     | Susana Pedro           | 31    | "Flashdance... What a Feeling"               | —                                       | —                                       | —                                       | —                                       |
| 5     | Vânia Osório           | 21    | "Bleeding Love"                              | —                                       | ✔                                       | ✔                                       | —                                       |
| 6     | Rui Pereira            | 28    | "Everlasting Love"                           | —                                       | ✔                                       | ✔                                       | ✔                                       |
| 7     | Sofia Rebelo           | 27    | "Just Like a Pill"                           | —                                       | —                                       | —                                       | —                                       |
| 8     | Ana Margarida Teixeira | 20    | "Empire State of Mind (Part II) Broken Down" | ✔                                       | ✔                                       | —                                       | —                                       |
| 9     | Sara Paço              | 23    | "Call Me"                                    | ✔                                       | —                                       | —                                       | —                                       |
| 10    | Fábio Leitão           | 23    | "Against All Odds (Take a Look at Me Now)"   | —                                       | —                                       | ✔                                       | ✔                                       |
| 11    | Marina Sani            | 19    | "Someone Like You"                           | —                                       | —                                       | —                                       | —                                       |
| 12    | Ricardo Martins        | 22    | "O que faz falta"                            | ✔                                       | —                                       | —                                       | —                                       |
| 13    | Sandrine Orsini        | 30    | "Whataya Want from Me"                       | —                                       | ✔                                       | ✔                                       | ✔                                       |

### 4.º Episódio (19 de novembro de 2011)
| Ordem | Concorrente      | Idade | Canção                           | Escolha dos mentores e dos concorrentes | Escolha dos mentores e dos concorrentes | Escolha dos mentores e dos concorrentes | Escolha dos mentores e dos concorrentes |
| Ordem | Concorrente      | Idade | Canção                           | Rui                                     | Mia                                     | Anjos                                   | Paulo                                   |
| ----- | ---------------- | ----- | -------------------------------- | --------------------------------------- | --------------------------------------- | --------------------------------------- | --------------------------------------- |
| 1     | Joana Jorge      | 18    | "You've Got the Love"            | —                                       | ✔                                       | —                                       | ✔                                       |
| 2     | Ana Trogeira     | 31    | "The Story"                      | —                                       | ✔                                       | —                                       | —                                       |
| 3     | Luís Gaio        | 19    | "Waiting on the World to Change" | ✔                                       | —                                       | ✔                                       | —                                       |
| 4     | Tiago Silva      | 18    | "Slow Time Love"                 | —                                       | —                                       | —                                       | —                                       |
| 5     | Joana Barata     | 24    | "Poker Face"                     | ✔                                       | —                                       | ✔                                       | ✔                                       |
| 6     | Fábio Baganha    | 20    | "A Vida Faz-me Bem"              | —                                       | —                                       | —                                       | —                                       |
| 7     | Sílvio Switha    | 33    | "I'm Yours"                      | —                                       | —                                       | —                                       | ✔                                       |
| 8     | Filipe Maia      | 20    | "Stop and Stare"                 | —                                       | —                                       | —                                       | —                                       |
| 9     | Joana Alves      | 36    | "Go Your Own Way"                | ✔                                       | ✔                                       | —                                       | —                                       |
| 10    | João Castro      | 33    | "Hurt"                           | ✔                                       | —                                       | —                                       | —                                       |
| 11    | Vanessa Oliveira | 23    | "Love Song"                      | —                                       | —                                       | —                                       | —                                       |
| 12    | Joana Garcia     | 19    | "Someone Like You"               | —                                       | ✔                                       | ✔                                       | —                                       |
| 13    | Luís de Almeida  | 26    | "Busy (for me)"                  | —                                       | ✔                                       | —                                       | —                                       |

### 5.º Episódio (26 de novembro de 2011)
| Ordem | Concorrente        | Idade | Canção                            | Escolha dos mentores e dos concorrentes | Escolha dos mentores e dos concorrentes | Escolha dos mentores e dos concorrentes | Escolha dos mentores e dos concorrentes |
| Ordem | Concorrente        | Idade | Canção                            | Rui                                     | Mia                                     | Anjos                                   | Paulo                                   |
| ----- | ------------------ | ----- | --------------------------------- | --------------------------------------- | --------------------------------------- | --------------------------------------- | --------------------------------------- |
| 1     | Sílvia Silva       | 24    | "If I Were a Boy"                 | ✔                                       | ✔                                       | —                                       | ✔                                       |
| 2     | Tiago Borges       | 27    | "You Give Me Something"           | ✔                                       | —                                       | —                                       | ✔                                       |
| 3     | Liliana Pinheiro   | 41    | "Sweet About Me"                  | —                                       | —                                       | —                                       | —                                       |
| 4     | Rodrigo Machado    | 28    | "Chico Fininho"                   | —                                       | —                                       | —                                       | —                                       |
| 5     | Emídio Santos      | 37    | "Daughter"                        | ✔                                       | ✔                                       | —                                       | —                                       |
| 6     | Dina Alves         | 27    | "O Amor é Mágico"                 | —                                       | ✔                                       | —                                       | —                                       |
| 7     | Jeanette Azevedo   | 31    | "Just Like a Pill"                | ✔                                       | —                                       | ✔                                       | —                                       |
| 8     | Ana Carolina Silva | 19    | "Sopro do Coração"                | —                                       | ✔                                       | —                                       | —                                       |
| 9     | João Pedro Rosas   | 27    | "Roxanne"                         | ✔                                       | —                                       | —                                       | —                                       |
| 10    | Filipa Sousa       | 25    | "Beleza Rara"                     | —                                       | —                                       | —                                       | —                                       |
| 11    | Sandra Silva       | 32    | "You Are the Sunshine of My Life" | —                                       | —                                       | —                                       | ✔                                       |
| 12    | Daniel Fonte       | 21    | "How to Save a Life"              | —                                       | —                                       | —                                       | —                                       |
| 13    | Aline Bernardo     | 29    | "Fast Car"                        | ✔                                       | —                                       | —                                       | ✔                                       |

### 6.º Episódio (3 de dezembro de 2011)
| Ordem | Concorrente       | Idade | Canção                 | Escolha dos mentores e dos concorrentes | Escolha dos mentores e dos concorrentes | Escolha dos mentores e dos concorrentes | Escolha dos mentores e dos concorrentes |
| Ordem | Concorrente       | Idade | Canção                 | Rui                                     | Mia                                     | Anjos                                   | Paulo                                   |
| ----- | ----------------- | ----- | ---------------------- | --------------------------------------- | --------------------------------------- | --------------------------------------- | --------------------------------------- |
| 1     | Joana Leite       | 19    | "You Found Me"         | ✔                                       | ✔                                       | —                                       | ✔                                       |
| 2     | Rita Nascimento   | 21    | "Whataya Want from Me" | —                                       | —                                       | ✔                                       | —                                       |
| 3     | Marisa Almeida    | 20    | "Hurt"                 | ✔                                       | ✔                                       | —                                       | —                                       |
| 4     | Inês Branco       | 21    | "Billionaire"          | —                                       | —                                       | —                                       | —                                       |
| 5     | António Silva     | 35    | "Encosta-te a Mim"     | —                                       | ✔                                       | —                                       | —                                       |
| 6     | Patrícia Antunes  | 26    | "Forget You!"          | —                                       | —                                       | —                                       | —                                       |
| 7     | Catarina Dias     | 21    | "Could You Be Loved"   | ✔                                       | ✔                                       | —                                       | ✔                                       |
| 8     | Cheila Lima       | 24    | "Crazy"                | —                                       | —                                       | —                                       | Equipa cheia                            |
| 9     | Teresa Santos     | 23    | "The Only Exception"   | ✔                                       | ✔                                       | ✔                                       | Equipa cheia                            |
| 10    | Sara Ribeiro      | 29    | "Sopro do Coração"     | —                                       | Equipa cheia                            | ✔                                       | Equipa cheia                            |
| 11    | Estrela Fernandes | 23    | "Bubbly"               | —                                       | Equipa cheia                            | Equipa cheia                            | Equipa cheia                            |
| 12    | Ricardo Garcia    | 19    | "Easy"                 | ✔                                       | Equipa cheia                            | Equipa cheia                            | Equipa cheia                            |
| 13    | Arménio Pimenta   | 27    | "Jardins Proibidos"    | ✔                                       | ✔                                       | ✔                                       | ✔                                       |

## Batalhas
As Batalhas decorreram durante quatro episódios, não havendo possibilidade para os outros mentores de salvar o concorrente eliminado na batalha. No fim desta fase, cada mentor escolheu duas pessoas da sua equipa para serem submetidas a votação telefónica por parte do público durante 24 horas. O concorrente de cada equipa com maior número de votos por telefone seguiu para as galas ao vivo.
| Episódio                    | Mentor       | Ordem | Vencedor               | Canção                            | Vencido            |
| --------------------------- | ------------ | ----- | ---------------------- | --------------------------------- | ------------------ |
| Episódio 7 (10 de dezembro) | Paulo Gonzo  | 1     | Bianca Adrião          | "River Deep - Mountain High"      | Joana Jorge        |
| Episódio 7 (10 de dezembro) | Anjos        | 2     | Ricardo Oliveira       | "Need You Now"                    | Vânia Osório       |
| Episódio 7 (10 de dezembro) | Rui Reininho | 3     | Denis Filipe           | "Last Nite"                       | Luís Gaio          |
| Episódio 7 (10 de dezembro) | Mia Rose     | 4     | Teresa Santos          | "Fazer o que ainda não foi feito" | António Silva      |
| Episódio 7 (10 de dezembro) | Anjos        | 5     | Vasco Duarte           | "Feeling Good"                    | Jeanette Azevedo   |
| Episódio 7 (10 de dezembro) | Paulo Gonzo  | 6     | Rui Pereira            | "Don't Let the Sun Go Down on Me" | Filipa Baptista    |
| Episódio 7 (10 de dezembro) | Rui Reininho | 7     | Celeste Cortez         | "You Give Love a Bad Name"        | Ricardo Garcia     |
|                             |              |       |                        |                                   |                    |
| Episódio 8 (17 de dezembro) | Paulo Gonzo  | 1     | Sílvio Switha          | "You Shook Me All Night Long"     | Arménio Pimenta    |
| Episódio 8 (17 de dezembro) | Mia Rose     | 2     | Salvador Seixas        | "I'll Stand by You"               | Ana Carolina Silva |
| Episódio 8 (17 de dezembro) | Anjos        | 3     | Inês & Luísa Silva     | "Holding Out for a Hero"          | Carla Ribeiro      |
| Episódio 8 (17 de dezembro) | Rui Reininho | 4     | Ana Margarida Teixeira | "A Thousand Miles"                | Joana Leite        |
| Episódio 8 (17 de dezembro) | Mia Rose     | 5     | Rui Sirgado            | "Moves like Jagger"               | Ana Trogeira       |
| Episódio 8 (17 de dezembro) | Rui Reininho | 6     | Joana Alves            | "Go Go Go"                        | Ana Rita Inácio    |
| Episódio 8 (17 de dezembro) | Paulo Gonzo  | 7     | Sandrine Orsini        | "Lady Marmalade"                  | Catarina Dias      |
| Episódio 8 (17 de dezembro) | Paulo Gonzo  | 7     | Sandrine Orsini        | "Lady Marmalade"                  | Sandra Silva       |
|                             |              |       |                        |                                   |                    |
| Episódio 9 (25 de dezembro) | Rui Reininho | 1     | Pedro Poseiro          | "One"                             | Marisa Almeida     |
| Episódio 9 (25 de dezembro) | Anjos        | 2     | Joana Barata           | "Dizer Que Não"                   | Fábio Leitão       |
| Episódio 9 (25 de dezembro) | Mia Rose     | 3     | Luís de Almeida        | "Angels"                          | Dina Alves         |
| Episódio 9 (25 de dezembro) | Paulo Gonzo  | 4     | Salomé Caldeira        | "Isn't She Lovely"                | Tiago Borges       |
| Episódio 9 (25 de dezembro) | Anjos        | 5     | Joana Garcia           | "Big Girls Don't Cry"             | Bel Viana          |
| Episódio 9 (25 de dezembro) | Mia Rose     | 6     | Deborah Gonçalves      | "I Say a Little Prayer"           | Isabel Alexandrino |
| Episódio 9 (25 de dezembro) | Paulo Gonzo  | 7     | Sílvia Silva           | "Dançar na Corda Bamba"           | Joana Oliveira     |
|                             |              |       |                        |                                   |                    |
| Episódio 10 (1 de janeiro)  | Anjos        | 1     | Bruno Francisco        | "Drops of Jupiter (Tell Me)"      | Sara Ribeiro       |
| Episódio 10 (1 de janeiro)  | Mia Rose     | 2     | Daniel Moreira         | "The Man Who Can't Be Moved"      | Inês Martins       |
| Episódio 10 (1 de janeiro)  | Rui Reininho | 3     | João Pedro Rosas       | "Foram Cardos, Foram Prosas"      | Ricardo Martins    |
| Episódio 10 (1 de janeiro)  | Anjos        | 4     | Sara Henriques         | "California King Bed"             | Rita Nascimento    |
| Episódio 10 (1 de janeiro)  | Mia Rose     | 5     | Ana Carolina Veiga     | "Somebody Told Me"                | Emídio Santos      |
| Episódio 10 (1 de janeiro)  | Rui Reininho | 6     | João Castro            | "Here Comes the Sun"              | Sara Paço          |
| Episódio 10 (1 de janeiro)  | Paulo Gonzo  | 7     | Pedro Coelho           | "Somewhere Only We Know"          | Aline Bernardo     |

## Galas em Direto
Legenda:

### 11.º e 12.º Episódios: Top 32 (7 e 14 de janeiro)
Nestas duas galas, os 8 concorrentes de todas as equipas foram divididos em dois grupos de quatro. Em cada grupo são salvos três concorrentes, dois pelo público e outro(a) pelo(a) mentor(a), avançando, ao todo, seis concorrentes de cada equipa para a 3.ª Gala.
| 11.º Episódio (7 de janeiro)  | Anjos        | 1  | Inês & Luísa Silva     | "Ain't No Other Man"            | Salvas pelo público |  |  |  |  |
| 11.º Episódio (7 de janeiro)  | Anjos        | 2  | Joana Barata           | "Turning Tables"                | Eliminada           |  |  |  |  |
| 11.º Episódio (7 de janeiro)  | Anjos        | 3  | Vasco Duarte           | "Closer to the Edge"            | Salvo pelos Anjos   |  |  |  |  |
| 11.º Episódio (7 de janeiro)  | Anjos        | 4  | Joana Garcia           | "The Fear"                      | Salva pelo público  |  |  |  |  |
| 11.º Episódio (7 de janeiro)  | Mia Rose     | 5  | Deborah Gonçalves      | "Halo"                          | Salva pela Mia      |  |  |  |  |
| 11.º Episódio (7 de janeiro)  | Mia Rose     | 6  | Rui Sirgado            | "Virtual Insanity"              | Eliminado           |  |  |  |  |
| 11.º Episódio (7 de janeiro)  | Mia Rose     | 7  | Salvador Seixas        | "Fix You"                       | Salvo pelo público  |  |  |  |  |
| 11.º Episódio (7 de janeiro)  | Mia Rose     | 8  | Ana Carolina Veiga     | "Price Tag"                     | Salva pelo público  |  |  |  |  |
| 11.º Episódio (7 de janeiro)  | Paulo Gonzo  | 9  | Bianca Adrião          | "Don't Leave Me This Way"       | Salva pelo Paulo    |  |  |  |  |
| 11.º Episódio (7 de janeiro)  | Paulo Gonzo  | 10 | Salomé Caldeira        | "Just a Kiss"                   | Salva pelo público  |  |  |  |  |
| 11.º Episódio (7 de janeiro)  | Paulo Gonzo  | 11 | Pedro Coelho           | "Paixão"                        | Eliminado           |  |  |  |  |
| 11.º Episódio (7 de janeiro)  | Paulo Gonzo  | 12 | Sílvio Switha          | "My Girl"                       | Salvo pelo público  |  |  |  |  |
| 11.º Episódio (7 de janeiro)  | Rui Reininho | 13 | Ana Margarida Teixeira | "Powerless (Say What You Want)" | Eliminada           |  |  |  |  |
| 11.º Episódio (7 de janeiro)  | Rui Reininho | 14 | João Pedro Rosas       | "With or Without You"           | Salvo pelo Rui      |  |  |  |  |
| 11.º Episódio (7 de janeiro)  | Rui Reininho | 15 | João Castro            | "Wicked Game"                   | Salvo pelo público  |  |  |  |  |
| 11.º Episódio (7 de janeiro)  | Rui Reininho | 16 | Denis Filipe           | "Take Me Out"                   | Salvo pelo público  |  |  |  |  |
|                               |              |    |                        |                                 |                     |  |  |  |  |
| 12.º Episódio (14 de janeiro) | Paulo Gonzo  | 1  | Sandrine Orsini        | "Yoü and I"                     | Salva pelo Paulo    |  |  |  |  |
| 12.º Episódio (14 de janeiro) | Paulo Gonzo  | 2  | Sílvia Silva           | "I Want to Know What Love Is"   | Salva pelo público  |  |  |  |  |
| 12.º Episódio (14 de janeiro) | Paulo Gonzo  | 3  | Joana Jorge            | "You Oughta Know"               | Salva pelo público  |  |  |  |  |
| 12.º Episódio (14 de janeiro) | Paulo Gonzo  | 4  | Rui Pereira            | "If I Ain't Got You"            | Eliminado           |  |  |  |  |
| 12.º Episódio (14 de janeiro) | Rui Reininho | 5  | Celeste Cortez         | "One Way or Another"            | Salva pelo Rui      |  |  |  |  |
| 12.º Episódio (14 de janeiro) | Rui Reininho | 6  | Pedro Poseiro          | "Frágil"                        | Salvo pelo público  |  |  |  |  |
| 12.º Episódio (14 de janeiro) | Rui Reininho | 7  | Marisa Almeida         | "Since U Been Gone"             | Salva pelo público  |  |  |  |  |
| 12.º Episódio (14 de janeiro) | Rui Reininho | 8  | Joana Alves            | "The First Cut Is The Deepest"  | Eliminada           |  |  |  |  |
| 12.º Episódio (14 de janeiro) | Mia Rose     | 9  | Teresa Santos          | "Fuckin' Perfect"               | Salva pelo público  |  |  |  |  |
| 12.º Episódio (14 de janeiro) | Mia Rose     | 10 | Daniel Moreira         | "Heroes and Saints"             | Salvo pela Mia      |  |  |  |  |
| 12.º Episódio (14 de janeiro) | Mia Rose     | 11 | Inês Martins           | "You Had Me"                    | Salva pelo público  |  |  |  |  |
| 12.º Episódio (14 de janeiro) | Mia Rose     | 12 | Luís de Almeida        | "Valerie"                       | Eliminado           |  |  |  |  |
| 12.º Episódio (14 de janeiro) | Anjos        | 13 | Sara Henriques         | "Gaivota"                       | Salva pelo público  |  |  |  |  |
| 12.º Episódio (14 de janeiro) | Anjos        | 14 | Bruno Francisco        | "You Get What You Give"         | Eliminado           |  |  |  |  |
| 12.º Episódio (14 de janeiro) | Anjos        | 15 | Ricardo Oliveira       | "Your Song"                     | Salvo pelos Anjos   |  |  |  |  |
| 12.º Episódio (14 de janeiro) | Anjos        | 16 | Carla Ribeiro          | "I Love Rock 'N Roll"           | Salva pelo público  |  |  |  |  |

Outras atuações
| 11 | 1 | Mia Rose e equipa     | "Don't Stop Me Now"    |  |  |  |  |  |  |
| 11 | 2 | Anjos e equipa        | "Don't Stop Believin'" |  |  |  |  |  |  |
|    |   |                       |                        |  |  |  |  |  |  |
| 12 | 1 | Rui Reininho e equipa | "Wild Wild Life"       |  |  |  |  |  |  |

### 13.º e 14.º Episódios: Top 24 (21 e 28 de janeiro)
Nestas duas galas, os grupos de concorrentes apurados nos dias 7 e 14 de janeiro voltaram a atuar. Em cada grupo são salvos dois concorrentes, um(a) pelo público e outro(a) pelo(a) mentor(a), avançando, ao todo, quatro concorrentes de cada equipa para a 5.ª Gala.
| 13.º Episódio (21 de janeiro) | Rui Reininho | 1  | Denis Filipe       | "Neutron Star Collision (Love Is Forever)" | Salvo pelo Rui     |  |  |  |  |
| 13.º Episódio (21 de janeiro) | Rui Reininho | 2  | João Castro        | "Let's Dance"                              | Eliminado          |  |  |  |  |
| 13.º Episódio (21 de janeiro) | Rui Reininho | 3  | João Pedro Rosas   | "The Scientist"                            | Salvo pelo público |  |  |  |  |
| 13.º Episódio (21 de janeiro) | Anjos        | 4  | Vasco Duarte       | "Não Sou o Único"                          | Salvo pelos Anjos  |  |  |  |  |
| 13.º Episódio (21 de janeiro) | Anjos        | 5  | Inês & Luísa Silva | "Telephone"                                | Eliminadas         |  |  |  |  |
| 13.º Episódio (21 de janeiro) | Anjos        | 6  | Joana Garcia       | "Like a Virgin"                            | Salva pelo público |  |  |  |  |
| 13.º Episódio (21 de janeiro) | Paulo Gonzo  | 7  | Salomé Caldeira    | "Natural Woman"                            | Eliminada          |  |  |  |  |
| 13.º Episódio (21 de janeiro) | Paulo Gonzo  | 8  | Sílvio Switha      | "13 Mulheres"                              | Salvo pelo público |  |  |  |  |
| 13.º Episódio (21 de janeiro) | Paulo Gonzo  | 9  | Bianca Adrião      | "Listen"                                   | Salva pelo Paulo   |  |  |  |  |
| 13.º Episódio (21 de janeiro) | Mia Rose     | 10 | Salvador Seixas    | "Angel"                                    | Salvo pela Mia     |  |  |  |  |
| 13.º Episódio (21 de janeiro) | Mia Rose     | 11 | Deborah Gonçalves  | "Beautiful"                                | Salvo pelo público |  |  |  |  |
| 13.º Episódio (21 de janeiro) | Mia Rose     | 12 | Ana Carolina Veiga | "Rome Wasn't Built in a Day"               | Eliminada          |  |  |  |  |
|                               |              |    |                    |                                            |                    |  |  |  |  |
| 14.º Episódio (28 de janeiro) | Mia Rose     | 1  | Inês Martins       | "Criatura da Noite"                        | Eliminada          |  |  |  |  |
| 14.º Episódio (28 de janeiro) | Mia Rose     | 2  | Teresa Santos      | "Creep"                                    | Salva pela Mia     |  |  |  |  |
| 14.º Episódio (28 de janeiro) | Mia Rose     | 3  | Daniel Moreira     | "Nunca me esqueci de ti"                   | Salvo pelo público |  |  |  |  |
| 14.º Episódio (28 de janeiro) | Paulo Gonzo  | 4  | Sílvia Silva       | "Last Friday Night (T.G.I.F.)"             | Eliminada          |  |  |  |  |
| 14.º Episódio (28 de janeiro) | Paulo Gonzo  | 5  | Sandrine Orsini    | "The Best"                                 | Salvo pela Mia     |  |  |  |  |
| 14.º Episódio (28 de janeiro) | Paulo Gonzo  | 6  | Joana Jorge        | "Asas-delta"                               | Salva pelo público |  |  |  |  |
| 14.º Episódio (28 de janeiro) | Anjos        | 7  | Carla Ribeiro      | "Fácil de Entender"                        | Salva pelos Anjos  |  |  |  |  |
| 14.º Episódio (28 de janeiro) | Anjos        | 8  | Ricardo Oliveira   | "Everything"                               | Salvo pelo público |  |  |  |  |
| 14.º Episódio (28 de janeiro) | Anjos        | 9  | Sara Henriques     | "When You're Gone"                         | Eliminada          |  |  |  |  |
| 14.º Episódio (28 de janeiro) | Rui Reininho | 10 | Pedro Poseiro      | "Bitter Sweet Symphony"                    | Salvo pelo público |  |  |  |  |
| 14.º Episódio (28 de janeiro) | Rui Reininho | 11 | Celeste Cortez     | "So What"                                  | Eliminada          |  |  |  |  |
| 14.º Episódio (28 de janeiro) | Rui Reininho | 12 | Marisa Almeida     | "A Máquina (Acordou)"                      | Salva pelo Rui     |  |  |  |  |

Outras atuações
| 13 | 1 | Paulo Gonzo e equipa                 | "Georgia On My Mind" |  |  |  |  |  |  |
|    |   |                                      |                      |  |  |  |  |  |  |
| 14 | 1 | Aurea c/ Joana Jorge & Teresa Santos | "Busy (for me)"      |  |  |  |  |  |  |
| 14 | 2 | Aurea                                | "Okay, Alright"      |  |  |  |  |  |  |

### 15.º Episódio: Top 16 (4 de fevereiro)
| Mentor       | Ordem | Concorrente       | Canção                       | Resultado          |
| ------------ | ----- | ----------------- | ---------------------------- | ------------------ |
| Anjos        | 1     | Carla Ribeiro     | "Voulez-Vous"                | Salva pelo público |
| Anjos        | 2     | Joana Garcia      | "Cada Lugar Teu"             | Salva pelo público |
| Anjos        | 3     | Vasco Duarte      | "Daughter"                   | Eliminado          |
| Anjos        | 4     | Ricardo Oliveira  | "Todo o Tempo do Mundo"      | Salvo pelos Anjos  |
| Mia Rose     | 5     | Salvador Seixas   | "She"                        | Salvo pelo público |
| Mia Rose     | 6     | Deborah Gonçalves | "Reach Out (I'll Be There)"  | Salva pela Mia     |
| Mia Rose     | 7     | Teresa Santos     | "A Idade do Céu"             | Eliminada          |
| Mia Rose     | 8     | Daniel Moreira    | "Can't Take My Eyes off You" | Salvo pelo público |
| Rui Reininho | 9     | João Pedro Rosas  | "Let Me Entertain You"       | Salvo pelo Rui     |
| Rui Reininho | 10    | Denis Filipe      | "Just Say Yes"               | Salvo pelo público |
| Rui Reininho | 11    | Marisa Almeida    | "When Love Takes Over"       | Eliminada          |
| Rui Reininho | 12    | Pedro Poseiro     | "Time After Time"            | Salvo pelo público |
| Paulo Gonzo  | 13    | Bianca Adrião     | "Chain Reaction"             | Salva pelo Paulo   |
| Paulo Gonzo  | 14    | Sandrine Orsini   | "Papel Principal"            | Eliminada          |
| Paulo Gonzo  | 15    | Joana Jorge       | "You Know I'm No Good"       | Salva pelo público |
| Paulo Gonzo  | 16    | Sílvio Switha     | "Are You Gonna Go My Way"    | Salvo pelo público |

### 16.º Episódio: Top 12 (11 de fevereiro)
| Mentor       | Ordem | Concorrente       | Canção                      | Resultado          |
| ------------ | ----- | ----------------- | --------------------------- | ------------------ |
| Rui Reininho | 1     | Pedro Poseiro     | "21 Guns"                   | Salvo pelo público |
| Rui Reininho | 2     | Denis Filipe      | "Matas-me com o teu olhar"  | Salvo pelo Rui     |
| Rui Reininho | 3     | João Pedro Rosas  | "Rolling in the Deep"       | Eliminado          |
| Paulo Gonzo  | 4     | Sílvio Switha     | "Estou Além"                | Eliminado          |
| Paulo Gonzo  | 5     | Joana Jorge       | "Apologize"                 | Salva pelo público |
| Paulo Gonzo  | 6     | Bianca Adrião     | "Domino"                    | Salva pelo Paulo   |
| Mia Rose     | 7     | Daniel Moreira    | "I Won't Let You Go"        | Salvo pelo público |
| Mia Rose     | 8     | Deborah Gonçalves | "Eu não Sei quem te Perdeu" | Eliminada          |
| Mia Rose     | 9     | Salvador Seixas   | "High and Dry"              | Salvo pela Mia     |
| Anjos        | 10    | Joana Garcia      | "Video Games"               | Eliminada          |
| Anjos        | 11    | Carla Ribeiro     | "Sol de Inverno"            | Salva pelo público |
| Anjos        | 12    | Ricardo Oliveira  | "Kiss from a Rose"          | Salvo pelos Anjos  |

Outras atuações
| Ordem | Artista(s)                                      | Canção  |
| ----- | ----------------------------------------------- | ------- |
| 1     | Il Volo c/ Deborah Gonçalves & Ricardo Oliveira | "Smile" |

### 17.º Episódio: Top 8 (18 de fevereiro)
| Mentor       | Ordem | Concorrente      | Canção                         | Pontos do Mentor | Pontos do Público | Total | Resultado |
| ------------ | ----- | ---------------- | ------------------------------ | ---------------- | ----------------- | ----- | --------- |
| Paulo Gonzo  | 1     | Joana Jorge      | "I Don't Believe You"          | 35               | 60                | 95    | Eliminada |
| Paulo Gonzo  | 2     | Bianca Adrião    | "The Show Must Go On"          | 65               | 40                | 105   | Salva     |
| Anjos        | 3     | Carla Ribeiro    | "Proud Mary"                   | 38               | 24                | 62    | Eliminada |
| Anjos        | 4     | Ricardo Oliveira | "When a Man Loves a Woman"     | 62               | 76                | 138   | Salvo     |
| Rui Reininho | 5     | Pedro Poseiro    | "Have You Ever Seen the Rain?" | 40               | 51                | 91    | Eliminado |
| Rui Reininho | 6     | Denis Filipe     | "Here I Go Again"              | 60               | 49                | 109   | Salvo     |
| Mia Rose     | 7     | Salvador Seixas  | "A Paixão"                     | 40               | 47                | 87    | Eliminado |
| Mia Rose     | 8     | Daniel Moreira   | "Can't Help Falling In Love"   | 60               | 53                | 113   | Salvo     |

Outras atuações
| Ordem | Artista(s)                                      | Canção                     |
| ----- | ----------------------------------------------- | -------------------------- |
| 1     | Top 8                                           | "I Want You to Want Me"    |
| 2     | Amor Electro c/ Bianca Adrião & Salvador Seixas | "Rosa Sangue"              |
| 3     | Equipa Mia (Daniel Moreira & Salvador Seixas)   | "One of Us"                |
| 4     | Equipa Rui (Denis Filipe & Pedro Poseiro)       | "Cairo"                    |
| 5     | Equipa Anjos (Carla Ribeiro & Ricardo Oliveira) | "The Greatest Love of All" |
| 6     | Equipa Paulo (Bianca Adrião & Joana Jorge)      | "Freedom! '90"             |

### 18.º Episódio: Final (25 de fevereiro)
| Mentor       | Concorrente      | Ordem | Canção                  | Ordem | Canção (Single do vencedor)             | Ordem | Canção (Dueto)                                  | Resultado |
| ------------ | ---------------- | ----- | ----------------------- | ----- | --------------------------------------- | ----- | ----------------------------------------------- | --------- |
| Anjos        | Ricardo Oliveira | 1     | "Your Song"             | 5     | "How Am I Supposed to Live Without You" | 9     | "Bom Feeling" (c/ Sara Tavares)                 | 2.º Lugar |
| Rui Reininho | Denis Filipe     | 2     | "Last Nite"             | 6     | "Cryin'"                                | 10    | "Sexta-Feira" (c/ Boss AC)                      | Vencedor  |
| Paulo Gonzo  | Bianca Adrião    | 3     | "Satisfaction"          | 7     | "GoldenEye"                             | 11    | "If You Don't Know Me by Now" (c/ Ben Saunders) | 4.º Lugar |
| Mia Rose     | Daniel Moreira   | 4     | "The Blower's Daughter" | 8     | "Skinny Love"                           | 12    | "Xico" (c/ Luísa Sobral)                        | 3.º Lugar |

Outras atuações
| Ordem | Artista(s)              | Canção                    |
| ----- | ----------------------- | ------------------------- |
| 1     | Top 4 e ex-concorrentes | "Somebody to Love"        |
| 2     | Top 4                   | "She"                     |
| 3     | Ben Saunders            | "Kill For a Broken Heart" |

## Resultados das Galas

### Todos
Informação dos concorrentes
| - Artista da Equipa Rui - Artista da Equipa Mia | - Artista da Equipa Anjos - Artista da Equipa Paulo |

Detalhes dos resultados
| Vencedor Segundo Lugar Terceiro Lugar Quarto Lugar | Artista avançou para a final Artista foi salvo(a) pelo público Artista foi salvo(a) pelo mentor Artista foi eliminado(a) |

| Concorrente | 1ª e 2ª            | 3ª e 4ª   | 5ª                  | 6ª                  | 7ª                  | Final               |                     |
| ----------- | ------------------ | --------- | ------------------- | ------------------- | ------------------- | ------------------- | ------------------- |
|             | Denis Filipe       | Salvo     | Salvo               | Salvo               | Salvo               | Finalista           | Vencedor            |
|             | Ricardo Oliveira   | Salvo     | Salvo               | Salvo               | Salvo               | Finalista           | 2º Lugar            |
|             | Daniel Moreira     | Salvo     | Salvo               | Salvo               | Salvo               | Finalista           | 3º Lugar            |
|             | Bianca Adrião      | Salva     | Salva               | Salva               | Salva               | Finalista           | 4º Lugar            |
|             | Carla Ribeiro      | Salva     | Salva               | Salva               | Salva               | Eliminada           | Eliminados (Gala 7) |
|             | Joana Jorge        | Salva     | Salva               | Salva               | Salva               | Eliminada           | Eliminados (Gala 7) |
|             | Pedro Poseiro      | Salvo     | Salvo               | Salvo               | Salvo               | Eliminado           | Eliminados (Gala 7) |
|             | Salvador Seixas    | Salvo     | Salvo               | Salvo               | Salvo               | Eliminado           | Eliminados (Gala 7) |
|             | Deborah Gonçalves  | Salva     | Salva               | Salva               | Eliminada           | Eliminados (Gala 6) | Eliminados (Gala 6) |
|             | Joana Garcia       | Salva     | Salva               | Salva               | Eliminada           | Eliminados (Gala 6) | Eliminados (Gala 6) |
|             | João P. Rosas      | Salvo     | Salvo               | Salvo               | Eliminado           | Eliminados (Gala 6) | Eliminados (Gala 6) |
|             | Sílvio Switha      | Salvo     | Salvo               | Salvo               | Eliminado           | Eliminados (Gala 6) | Eliminados (Gala 6) |
|             | Marisa Almeida     | Salva     | Salva               | Eliminada           | Eliminados (Gala 5) | Eliminados (Gala 5) | Eliminados (Gala 5) |
|             | Sandrine Orsini    | Salva     | Salva               | Eliminada           | Eliminados (Gala 5) | Eliminados (Gala 5) | Eliminados (Gala 5) |
|             | Teresa Santos      | Salva     | Salva               | Eliminada           | Eliminados (Gala 5) | Eliminados (Gala 5) | Eliminados (Gala 5) |
|             | Vasco Duarte       | Salvo     | Salvo               | Eliminado           | Eliminados (Gala 5) | Eliminados (Gala 5) | Eliminados (Gala 5) |
|             | Celeste Cortez     | Salva     | Eliminada           | Eliminadas (Gala 4) | Eliminadas (Gala 4) | Eliminadas (Gala 4) | Eliminadas (Gala 4) |
|             | Inês Martins       | Salva     | Eliminada           | Eliminadas (Gala 4) | Eliminadas (Gala 4) | Eliminadas (Gala 4) | Eliminadas (Gala 4) |
|             | Sara Henriques     | Salva     | Eliminada           | Eliminadas (Gala 4) | Eliminadas (Gala 4) | Eliminadas (Gala 4) | Eliminadas (Gala 4) |
|             | Sílvia Silva       | Salva     | Eliminada           | Eliminadas (Gala 4) | Eliminadas (Gala 4) | Eliminadas (Gala 4) | Eliminadas (Gala 4) |
|             | Ana C. Veiga       | Salva     | Eliminada           | Eliminados (Gala 3) | Eliminados (Gala 3) | Eliminados (Gala 3) | Eliminados (Gala 3) |
|             | Inês & Luísa Silva | Salvas    | Eliminadas          | Eliminados (Gala 3) | Eliminados (Gala 3) | Eliminados (Gala 3) | Eliminados (Gala 3) |
|             | João Castro        | Salvo     | Eliminado           | Eliminados (Gala 3) | Eliminados (Gala 3) | Eliminados (Gala 3) | Eliminados (Gala 3) |
|             | Salomé Caldeira    | Salva     | Eliminada           | Eliminados (Gala 3) | Eliminados (Gala 3) | Eliminados (Gala 3) | Eliminados (Gala 3) |
|             | Bruno Francisco    | Eliminado | Eliminados (Gala 2) | Eliminados (Gala 2) | Eliminados (Gala 2) | Eliminados (Gala 2) | Eliminados (Gala 2) |
|             | Joana Alves        | Eliminada | Eliminados (Gala 2) | Eliminados (Gala 2) | Eliminados (Gala 2) | Eliminados (Gala 2) | Eliminados (Gala 2) |
|             | Luís de Almeida    | Eliminado | Eliminados (Gala 2) | Eliminados (Gala 2) | Eliminados (Gala 2) | Eliminados (Gala 2) | Eliminados (Gala 2) |
|             | Rui Pereira        | Eliminado | Eliminados (Gala 2) | Eliminados (Gala 2) | Eliminados (Gala 2) | Eliminados (Gala 2) | Eliminados (Gala 2) |
|             | Ana M. Teixeira    | Eliminada | Eliminados (Gala 1) | Eliminados (Gala 1) | Eliminados (Gala 1) | Eliminados (Gala 1) | Eliminados (Gala 1) |
|             | Joana Barata       | Eliminada | Eliminados (Gala 1) | Eliminados (Gala 1) | Eliminados (Gala 1) | Eliminados (Gala 1) | Eliminados (Gala 1) |
|             | Pedro Coelho       | Eliminado | Eliminados (Gala 1) | Eliminados (Gala 1) | Eliminados (Gala 1) | Eliminados (Gala 1) | Eliminados (Gala 1) |
|             | Rui Sirgado        | Eliminado | Eliminados (Gala 1) | Eliminados (Gala 1) | Eliminados (Gala 1) | Eliminados (Gala 1) | Eliminados (Gala 1) |

### Por equipas
Informação dos concorrentes
| Artista da Equipa Rui Artista da Equipa Mia | Artista da Equipa Anjos Artista da Equipa Paulo |

Detalhes dos resultados
| Vencedor Segundo Lugar Terceiro Lugar | Quarto Lugar Artista foi eliminado(a) |

|  | Denis Filipe       | Salvo     | Salvo      | Salvo     | Salvo     | Finalista | Vencedor |  |  |  |  |  |  |  |  |  |  |  |  |  |  |
|  | Pedro Poseiro      | Salvo     | Salvo      | Salvo     | Salvo     | Eliminado |          |  |  |  |  |  |  |  |  |  |  |  |  |  |  |
|  | João P. Rosas      | Salvo     | Salvo      | Salvo     | Eliminado |           |          |  |  |  |  |  |  |  |  |  |  |  |  |  |  |
|  | Marisa Almeida     | Salva     | Salva      | Eliminada |           |           |          |  |  |  |  |  |  |  |  |  |  |  |  |  |  |
|  | Celeste Cortez     | Salva     | Eliminada  |           |           |           |          |  |  |  |  |  |  |  |  |  |  |  |  |  |  |
|  | João Castro        | Salvo     | Eliminado  |           |           |           |          |  |  |  |  |  |  |  |  |  |  |  |  |  |  |
|  | Joana Alves        | Eliminada |            |           |           |           |          |  |  |  |  |  |  |  |  |  |  |  |  |  |  |
|  | Ana M. Teixeira    | Eliminada |            |           |           |           |          |  |  |  |  |  |  |  |  |  |  |  |  |  |  |
|  |                    |           |            |           |           |           |          |  |  |  |  |  |  |  |  |  |  |  |  |  |  |
|  | Daniel Moreira     | Salvo     | Salvo      | Salvo     | Salvo     | Finalista | 3º Lugar |  |  |  |  |  |  |  |  |  |  |  |  |  |  |
|  | Salvador Seixas    | Salvo     | Salvo      | Salvo     | Salvo     | Eliminado |          |  |  |  |  |  |  |  |  |  |  |  |  |  |  |
|  | Deborah Gonçalves  | Salva     | Salva      | Salva     | Eliminada |           |          |  |  |  |  |  |  |  |  |  |  |  |  |  |  |
|  | Teresa Santos      | Salva     | Salva      | Eliminada |           |           |          |  |  |  |  |  |  |  |  |  |  |  |  |  |  |
|  | Inês Martins       | Salva     | Eliminada  |           |           |           |          |  |  |  |  |  |  |  |  |  |  |  |  |  |  |
|  | Ana C. Veiga       | Salva     | Eliminada  |           |           |           |          |  |  |  |  |  |  |  |  |  |  |  |  |  |  |
|  | Luís de Almeida    | Eliminado |            |           |           |           |          |  |  |  |  |  |  |  |  |  |  |  |  |  |  |
|  | Rui Sirgado        | Eliminado |            |           |           |           |          |  |  |  |  |  |  |  |  |  |  |  |  |  |  |
|  |                    |           |            |           |           |           |          |  |  |  |  |  |  |  |  |  |  |  |  |  |  |
|  | Ricardo Oliveira   | Salvo     | Salvo      | Salvo     | Salvo     | Finalista | 2º Lugar |  |  |  |  |  |  |  |  |  |  |  |  |  |  |
|  | Carla Ribeiro      | Salva     | Salva      | Salva     | Salva     | Eliminada |          |  |  |  |  |  |  |  |  |  |  |  |  |  |  |
|  | Joana Garcia       | Salva     | Salva      | Salva     | Eliminada |           |          |  |  |  |  |  |  |  |  |  |  |  |  |  |  |
|  | Vasco Duarte       | Salvo     | Salvo      | Eliminado |           |           |          |  |  |  |  |  |  |  |  |  |  |  |  |  |  |
|  | Sara Henriques     | Salva     | Eliminada  |           |           |           |          |  |  |  |  |  |  |  |  |  |  |  |  |  |  |
|  | Inês & Luísa Silva | Salvas    | Eliminadas |           |           |           |          |  |  |  |  |  |  |  |  |  |  |  |  |  |  |
|  | Bruno Francisco    | Eliminado |            |           |           |           |          |  |  |  |  |  |  |  |  |  |  |  |  |  |  |
|  | Joana Barata       | Eliminada |            |           |           |           |          |  |  |  |  |  |  |  |  |  |  |  |  |  |  |
|  |                    |           |            |           |           |           |          |  |  |  |  |  |  |  |  |  |  |  |  |  |  |
|  | Bianca Adrião      | Salva     | Salva      | Salva     | Salva     | Finalista | 4º Lugar |  |  |  |  |  |  |  |  |  |  |  |  |  |  |
|  | Joana Jorge        | Salva     | Salva      | Salva     | Salva     | Eliminada |          |  |  |  |  |  |  |  |  |  |  |  |  |  |  |
|  | Sílvio Switha      | Salvo     | Salvo      | Salvo     | Eliminado |           |          |  |  |  |  |  |  |  |  |  |  |  |  |  |  |
|  | Sandrine Orsini    | Salva     | Salva      | Eliminada |           |           |          |  |  |  |  |  |  |  |  |  |  |  |  |  |  |
|  | Sílvia Silva       | Salva     | Eliminada  |           |           |           |          |  |  |  |  |  |  |  |  |  |  |  |  |  |  |
|  | Salomé Caldeira    | Salva     | Eliminada  |           |           |           |          |  |  |  |  |  |  |  |  |  |  |  |  |  |  |
|  | Rui Pereira        | Eliminado |            |           |           |           |          |  |  |  |  |  |  |  |  |  |  |  |  |  |  |
|  | Pedro Coelho       | Eliminado |            |           |           |           |          |  |  |  |  |  |  |  |  |  |  |  |  |  |  |

## Concorrentes que apareceram em outros programas ou edições
- Salomé Caldeira participou na 3.ª edição do Ídolos, sendo eliminada na última fase antes das Galas ao Vivo.
- Deborah Gonçalves ficou em 6.ª lugar na 1.ª edição do Ídolos. Na mesma edição, Ricardo Oliveira foi 2.º classificado.
- Aline Bernardo foi concorrente na 2.ª edição da Operação Triunfo (2003); chegou ao Top 12.